# Skaly Ostrovskogo
Die Skaly Ostrovskogo (englische Transkription von russisch Скалы Островского Skaly Ostrowskowo, deutsch ‚Ostrowskifelsen‘) sind eine Gruppe von Felsvorsprüngen im ostantarktischen Königin-Maud-Land. Sie ragen nördlich bis nordwestlich des Horteflaket am Kopfende des Muschketow-Gletscher zwischen den Petermannketten und den Weyprechtbergen auf.
Russische Wissenschaftler benannten sie. Der Namensgeber ist nicht überliefert.